# Крейн, Фред
Ге́рман Фре́дерик «Фред» Крейн (англ. Herman Frederick «Fred» Crane; 22 марта 1918, Новый Орлеан, Луизиана, США — 21 августа 2008, Атланта, Джорджия, США) — американский актёр.

## Биография и карьера
Герман Фредерик Крейн родился 22 марта 1918 года в Новом Орлеане (штат Луизиана, США). Вместе со своими братьями Джоном и Гарри он вырос на улице Генерала Першинга и учился в школах Макдоноу № 13 и Средней школе Элси Фортьер. Его отец был дантистом, чей отец и дедушка также были дантистами. Фред нарушил эту тенденцию, занявшись актёрским мастерством и футболом в университетах Лойолы и Тулейна. В свободное время в подростковом возрасте работал в службе доставки льда, ещё до того, как электрические холодильники завоевали популярность.
Когда ему было примерно 20 лет, его мать дала ему «50 долларов и чемодан», чтобы он смог поехать в Голливуд и сниматься в кино, вдохновившись тем, что дочь соседа подписала контракт на съёмку фильма, но также зная, что у её сына к этому талант. Он наиболее известен своей дебютной ролью Брента Тарлтона в фильме 1939 года «Унесённые ветром», в котором произносит первые строки во время вступительной сцены со Скарлетт О’Хара (Вивьен Ли) и Стюартом Тарлтоном (Джордж Ривз). До 1987 года Крейн сыграл ещё семь ролей, в основном, на телевидении.

## Личная жизнь

### Браки и дети
- Первая жена — Роуз Марсель Дадли Хислип (20 января 1940—1 октября 1946, развод; один ребёнок).
- Вторая жена — Рут Сидер (1946—1959, развод; один ребёнок).
- Третья жена — Барбара Джинн Гарутт (12 марта 1960—1975, развод; двое детей).
- Четвёртая жена — Анита Джоан Коэн (26 июня 1976—28 ноября 1998, умерла).
- Пятая жена — Терри Линн Холфейкр (с 1999 года).
  - Дети: Хейди, Терри, Шелли, Дэвид и Джейсон[5].

### Проблемы со здоровьем и смерть
Примерно в 2003 году у Фреда возникли проблемы с диабетом, который он приобрёл вскоре после второй операции на сердце. У него была успешная операция по восстановлению вены на ноге, у которой было ограниченное кровообращение из-за сочетания диабета и предыдущей операции на сердце, при которой вена была удалена для операции по шунтированию сердца. Инфекция в ноге обострилась, продлевая пребывание в больнице, и через несколько дней он заболел лёгочной эмболией, от которой скончался 21 августа 2008 года в 12:10 на 91-м году жизни.

## Фильмография
| Год       |   | Русское название        | Оригинальное название           | Роль                                                       |
| --------- | - | ----------------------- | ------------------------------- | ---------------------------------------------------------- |
| 1939      | ф | Унесённые ветром        | Gone with the Wind              | Брент Тарлтон                                              |
| 1949      | ф | Парнишка                | The Gay Amigo                   | Дюк — приспешник                                           |
| 1960—1961 | с | Лоумен                  | Lawman                          | Ларрабби — приспешник / Адвокат Кеннеди / Присяжный Форман |
| 1961      | с | Сарфсайд, 6             | Surfside 6                      | Полицейский                                                |
| 1965      | с | Затерянные в космосе    | Lost in Space                   | Техник Альфа Контроль                                      |
| 1965      | с | Путешествие на дно реки | Voyage to the Bottom of the Sea | Киборг                                                     |
| 1965—1966 | с | Пейтон-Плейс            | Peyton Place                    | Мистер Рэйф Кортни, фармацевт                              |
| 1987      | с | Главный госпиталь       | General Hospital                | Владелец магазина игрушек                                  |